# 한나래 (무용가)
한나래는 대한민국의 발레 무용수이다. 대한민국 국립발레단 소속이며 서울예술고등학교 무용과, 이화여자대학교 학사, 국민대학교 박사를 졸업했다.

## 이화여자대학교 무용과 졸업
- 서울예술고등학교 무용과 (졸업)

## 수상
- 2007. 제4회 베를린 국제무용올림픽 발레 16∼18세 부문 금상